# Thomas Struth

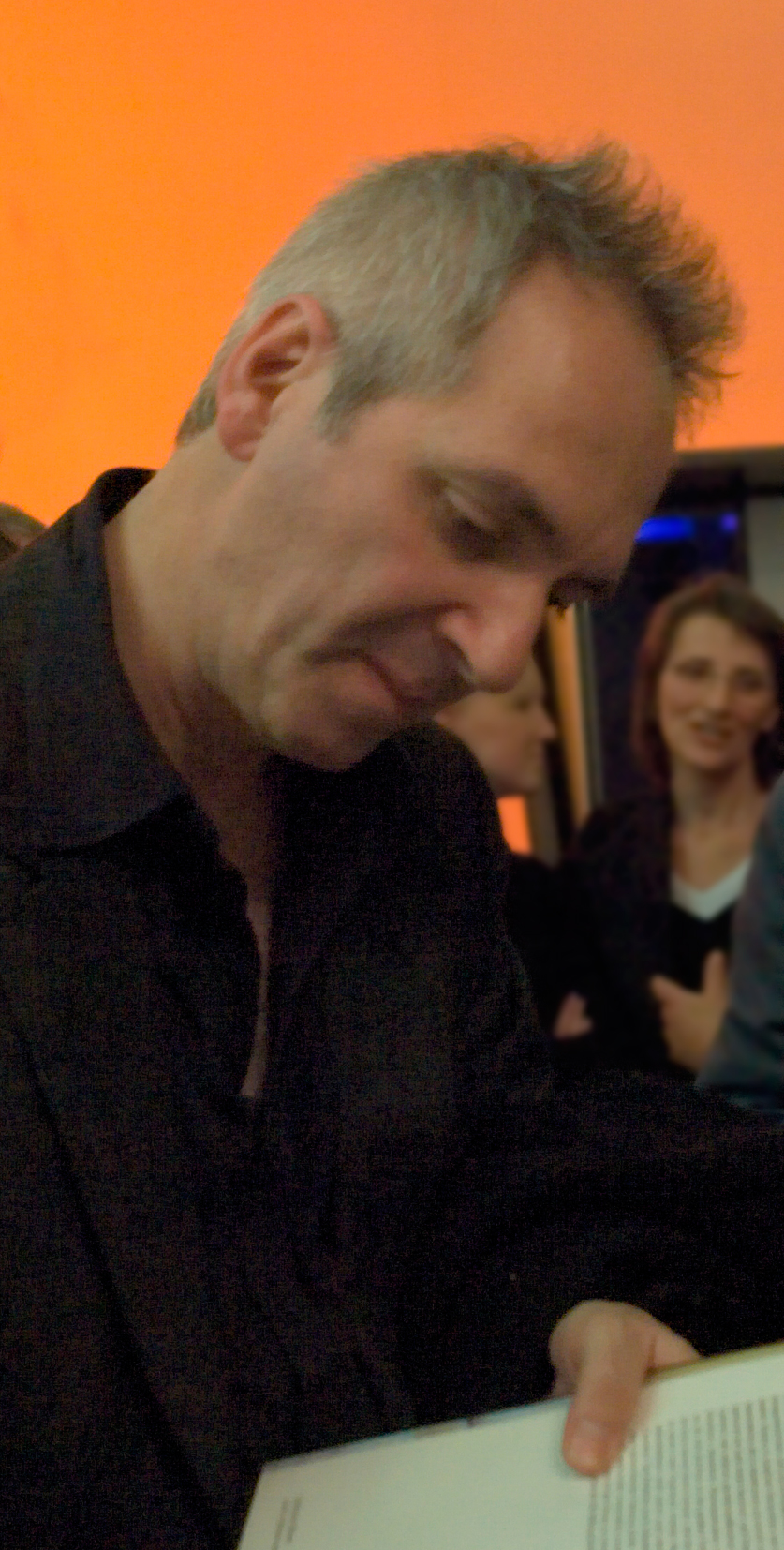
Thomas Struth in 2008.

Thomas Struth (Geldern, 1954) is een Duitse fotograaf. Zijn werk legt de complexiteit van een reeks onderwerpen, waaronder urbanscènes vast. Hij studeerde van 1973 tot 1980 aan de Kunstacademie Düsseldorf. Struth was in het begin geïnteresseerd in schilderen maar richtte zijn aandacht in 1976 op fotograferen. Twee jaar later ontving hij een studiebeurs voor New York, waar hij een aantal zwart-wit foto's van stadsgezichten maakte. Struth, die in 1997 de Spectrum Photography Prize ontving, werkt en leeft in Düsseldorf.

## Werk in openbare collecties (selectie)
- Museum De Pont, Tilburg